# Овчарово (Шуменская область)
Овчарово (болг. Овчарово) — село в Болгарии. Находится в Шуменской области, входит в общину Шумен. Население составляет 165 человек.

## Политическая ситуация
Кмет (мэр) общины Шумен — Красимир Благоев Костов (Болгарская социалистическая партия (БСП)) по результатам выборов в правление общины.